# Sauromalus klauberi
Sauromalus klauberi är en ödleart som beskrevs av Shaw 1941. Sauromalus klauberi ingår i släktet Sauromalus och familjen leguaner. Inga underarter finns listade i Catalogue of Life.
Arten förekommer på ön Santa Catalina i Mexiko och kanske på andra mexikanska öar i Californiaviken. Ön är ungefär 46 km² stor och upp till 470 meter hög. Den är klippig och glest täckt av gräs, buskar av jerusalemtörnesläktet, kaktusar samt växter av släktet Jatropha. Individerna är dagaktiva och äter frukter, frön och blad. Antagligen sker parningen under våren. Honor lägger under sommaren 13 till 15 ägg som kläcks under hösten.
Beståndet påverkas av längre tider med torka. Fram till 2004 fanns introducerade tamkatter på ön som dödade flera exemplar. IUCN listar arten som sårbar (VU).